# Cotorro
Cotorro est l'une des quinze municipalités de la ville de La Havane à Cuba.

## Personnalités liées à Cotorro
- Laura Martínez de Carvajal (1869-1941), première femme médecin et première ophtalmologiste cubaine, se retire à Cotorro et y fonde une école, gratuite, pour les enfants pauvres.
- Yaikel Pérez, joueur de football professionnel, né en 1985 à Cotorro.